# Skály (román, Jirásek)
Skály je historický román českého spisovatele Aloise Jiráska vydaný v roce 1886.

## Popis
Pojmenován je podle zříceniny hradu Skály ve východních Čechách, která v románu také figuruje. Vypráví o období po bitvě na Bílé hoře a na pozadí šlechtické rodiny Křineckých z Ronova se zabývá problematikou represí, které postihly české evangelíky po vítězství rakouské katolické moci. Román je považován za nejtemnější a nejdepresivnější zobrazení období české národní katastrofy po porážce českého stavovského povstání v roce 1620.